# Glossophaga commissarisi
Glossophaga commissarisi је врста слепог миша из породице љиљака-вампира (Phyllostomidae).

## Распрострањење
Ареал врсте Glossophaga commissarisi обухвата већи број држава.
Врста је присутна у Бразилу, Мексику, Колумбији, Перуу, Еквадору, Панами, Гвајани, Никарагви, Костарици, Гватемали, Хондурасу, Салвадору и Белизеу.

## Станиште
Станиште врсте су шуме до 2.400 метара надморске висине.

## Угроженост
Ова врста није угрожена, и наведена је као последња брига јер има широко распрострањење.